# Бад-Зауэрбрунн
Бад-Зауэрбрун (нем. Bad Sauerbrunn) — курорт в Австрии, в федеральной земле Бургенланд.
Входит в состав округа Маттерсбург. Занимает площадь 2,35 км². Население на 2001—1914 жителей. Официальный код — 1 06 11.

## Политическая ситуация
Бургомистр коммуны — Герхард Хуттер (LIBS) по результатам выборов 2007 года.
Совет представителей коммуны (нем. Gemeinderat) состоит из 21 места.
- Партия LIBS занимает 13 мест.
- СДПА занимает 5 мест.
- АНП занимает 3 места.